# Tjustbygdens Sparbank
Tjustbygdens Sparbank var en fristående sparbank som i januari 2025 gick ihop med Åtvidabergs Sparbank. Tillsammans bildade man den nya banken Sparbanken Spira med verksamhet i både Västerviks kommun och Åtvidabergs kommun.
Sparbanken var en fristående lokal affärsbank, men genom samarbetsavtal stod man Swedbank nära. Banken samarbetar även med sparbanker och andra tidigare sparbanker genom Sparbankernas Riksförbund. Bankrörelsen bedrevs fram till 2001 i form av en sparbank och lydde då under sparbankslagen.

## Ägande
Dåvarande Tjustbygdens Sparbank ägdes av Sparbanksstiftelsen Tjustbygden. 
I likhet med andra sparbanksstiftelser verkar Sparbanksstiftelsen Tjustbygden för att utveckla den egna lokala bygden. Genom sitt ägande råder stiftelsen över att vinstmedel antingen stannar i bankrörelsen för att utveckla verksamheten, eller att den delas ut för att främja olika lokala projekt som rör utbildning, forskning, idrott, kultur och näringsliv. Sparbanksstiftelsen har bland annat gett bidrag till Myntbryggan, BANK Street Art och utveckling av Campus Västervik.